# アルジェの女たち
『アルジェの女たち』（仏語：Femmes d'Alger dans leur appartement）は、ウジェーヌ・ドラクロワによる1834年の絵画作品。カンバスに油彩で描かれている。フランス、パリのルーヴル美術館の所蔵。
『アルジェの女たち』には、アルジェリアのハレム（appartement）の側室たちが描かれており、性的な趣がある。また娼婦の絵によく描かれるアヘンも登場している。19世紀には、この絵は、その性的な内容とオリエンタリズムとで知られていた。のちの印象派にインスピレーションをもたらし、パブロ・ピカソは1954年から55年にかけて、膨大なスケッチや15枚の連作『アルジェの女たち』を描いた。
アルジェリアの女性たちを描き続けた同国の作家アシア・ジェバールは、ドラクロワ、ピカソのこれらの作品に描かれる女性たちについて同名の短編集『居室のなかのアルジェの女たち（Femmes d'Alger dans leur appartement）』を発表した。